# Paul Derouet
Paul Derouet (* 1947 in El Jadida, Marokko) ist ein französischer Comic-Aktivist und Übersetzer.

## Leben
Paul Derouet verbrachte seine Kindheit in Marokko und war nach der Studienzeit zunächst acht Jahre als Sonderschullehrer in Nîmes tätig. 1980 kam er nach Deutschland, wo er durch Kontakte seiner Frau im Comicverlag-Segment aktiv wurde. 1983 gründete er zusammen mit Hartmut Becker die Zeichner-Agentur Becker-Derouet. Mit ihm blieb er viele Jahre als Übersetzer-Team verbunden, darunter für die Serien Spirou und Fantasio, Aquablue, Corto Maltese oder Die Techno-Väter für verschiedene Verlage.
1984 war er Mitbegründer des Comic-Salons Erlangen. Seit 1986 leitet er das jährliche Comic-Seminar in Erlangen. 1986 zog er nach Hamburg. 1992 gründete er die Illustratoren-Agentur Contours.
2007 wurde er mit einem ICOM-Sonderpreis ausgezeichnet, speziell für seine Nachwuchsarbeit beim Comic-Seminar.
Seit 2012 lebt er in Horrheim, Baden-Württemberg. 2018 wurde er mit dem Spezialpreis der Jury des Max-und-Moritz-Preises geehrt, wiederum für sein Engagement beim Comic-Seminar.